# Septième district congressionnel de Caroline du Nord
Le 7e district congressionnel de Caroline du Nord s'étend de Wilmington et de la frontière de la Caroline du Sud jusqu'à certaines parties de Fayetteville.
Le district est représenté par le Républicain David Rouzer. Il est en fonction depuis 2015.
De 2003 à 2013, il couvrait les comtés de Bladen, Brunswick, Columbus, Cumberland, Duplin, New Hanover, Pender, Robeson et Sampson.
Le 23 février 2022, la Cour suprême de Caroline du Nord a approuvé une nouvelle carte qui a modifié les limites du 7e district pour supprimer les comtés de Duplin et Sampson et ajouter des parties du comté de Cumberland.

## Géographie
Comtés sur la carter 2023 - 2025
- Bladen
- Brunswick
- Columbus
- Cumberland
- New Hanover
- Pender
- Robeson

## Historique de vote
| Année | Poste     | Résultats               |
| ----- | --------- | ----------------------- |
| 2000  | Président | Gore 48,9 % – 48,4 %    |
| 2004  | Président | Bush 50,7 % – 48,3 %    |
| 2008  | Président | Obama 52,9 % – 45,6 %   |
| 2012  | Président | Obama 51,0 % – 47,2 %   |
| 2016  | Président | Clinton 48,0 % – 45,9 % |
| 2020  | Président | Biden 51,3 % – 46,8 %   |

## Liste des Représentants
| Membre                          | Parti                      | Années                              | Congrès        | Histoire électorale | District location                     |
| ------------------------------- | -------------------------- | ----------------------------------- | -------------- | --- | ------------------------------------- |
| District établit le 4 mars 1793 |                            |                                     |                | |                                       |
| William B. Grove (en)           | Pro Administration         | 4 mars 1793 - 3 mars 1795           | 3e - 7e        | Redécoupage depuis le 5e district et réélu en 1793. Réélu en 1795. Réélu en 1796. Réélu en 1798. Réélu en 1800. Retrait.                                                                   |                                       |
| William B. Grove (en)           | Fédéraliste                | 4 mars 1795 - 3 mars 1803           | 3e - 7e        | Redécoupage depuis le 5e district et réélu en 1793. Réélu en 1795. Réélu en 1796. Réélu en 1798. Réélu en 1800. Retrait.                                                                   |                                       |
| Samuel D. Purviance (en)        | Fédéraliste                | 4 mars 1803 - 3 mars 1805           | 8e             | Élu en 1803. Retrait. | 1803–1813                             |
| Duncan McFarlan (en)            | Républicain-Démocrate      | 4 mars 1805 - 3 mars 1807           | 9e             | Élu en 1804. Perd sa réélection. | 1803–1813                             |
| John Culpepper (en)             | Fédéraliste                | 4 mars 1807 - 2 janvier 1808        | 10e            | Élu en 1806. Siège déclaré vacant lors de la contestation de l'élection. | 1803–1813                             |
| Vacant                          | Vacant                     | 2 janvier 1808 - 23 février 1808    | 10e            | | 1803–1813                             |
| John Culpepper (en)             | Fédéraliste                | 23 février 1808 - 3 mars 1809       | 10e            | Élu pour terminer son mandat vacant. Perd sa réélection. | 1803–1813                             |
| Archibald McBryde (en)          | Fédéraliste                | 4 mars 1809 - 3 mars 1813           | 11e , 12e      | Élu en 1808. Réélu en 1810. | 1803–1813                             |
| Archibald McBryde (en)          | Fédéraliste                | 4 mars 1809 - 3 mars 1813           | 11e , 12e      | Élu en 1808. Réélu en 1810. | 1813–1823                             |
| John Culpepper (en)             | Fédéraliste                | 4 mars 1813 - 3 mars 1817           | 13e , 14e      | Élu en 1813. Réélu en 1815. Perd sa réélection. |                                       |
| Vacant                          | Vacant                     | 3 mars 1817 - 5 janvier 1818        | 15e            | Alexander McMillan a été élu en 1817 mais décède au cours de l'année. |                                       |
| James Stewart (en)              | Fédéraliste                | 5 janvier 1818 - 3 mars 1819        | 15e            | Élu le 1 janvier 1818 pour terminer le mandat de McMillan et intronisé le 26 janvier 1818. Retrait.                                                                                        |                                       |
| John Culpepper (en)             | Fédéraliste                | 4 mars 1819 - 3 mars 1821           | 16e            | Élu en 1819. Perd sa réélection. |                                       |
| Archibald McNeill (en)          | Fédéraliste                | 4 mars 1821 - 3 mars 1823           | 17e            | Élu en 1821. Retrait. |                                       |
| John Culpepper (en)             | Fédéraliste Adams-Clay     | 4 mars 1823 - 3 mars 1825           | 18e            | Élu en 1823. Perd sa réélection. | 1823–1843                             |
| Archibald McNeill (en)          | Jacksonien (en)            | 4 mars 1825 - 3 mars 1827           | 19e            | Élu en 1825. Retrait. | 1823–1843                             |
| John Culpepper (en)             | Anti-Jacksonien            | 4 mars 1827 - 3 mars 1829           | 20e            | Élu en 1827. Perd sa réélection. | 1823–1843                             |
| Edmund Deberry (en)             | Anti-Jacksonien            | 4 mars 1829 - 3 mars 1831           | 21e            | Élu en 1829. | 1823–1843                             |
| Lauchlin Bethune (en)           | Jacksonien (en)            | 4 mars 1831 - 3 mars 1833           | 22e            | Élu en 1831. | 1823–1843                             |
| Edmund Deberry (en)             | Anti-Jacksonien            | 4 mars 1833 - 3 mars 1837           | 23e - 27e      | Réélu en 1833. Réélu en 1835. Réélu en 1837. Réélu en 1839. Réélu en 1841. Redécoupage vers le 4e district.                                                                                | 1823–1843                             |
| Edmund Deberry (en)             | Whig                       | 4 mars 1837 - 3 mars 1843           | 23e - 27e      | Réélu en 1833. Réélu en 1835. Réélu en 1837. Réélu en 1839. Réélu en 1841. Redécoupage vers le 4e district.                                                                                | 1823–1843                             |
| John Daniel (en)                | Démocrate                  | 4 mars 1843 - 3 mars 1847           | 28e , 29e      | Redécoupage depuis le 2e district et réélu en 1843. Réélu en 1845. Redécoupage vers le 6e district.                                                                                        |                                       |
| James I. McKay                  | Démocrate                  | 4 mars 1847 - 3 mars 1849           | 30e            | Redécoupage depuis le 6e district et réélu en 1847. |                                       |
| William S. Ashe (en)            | Démocrate                  | 4 mars 1849 - 3 mars 1853           | 31e , 32e      | Élu en 1849. Réélu en 1851. Redécoupage vers le 3e district. |                                       |
| F. Burton Craige (en)           | Démocrate                  | 4 mars 1853 - 3 mars 1861           | 33e - 36e      | Élu en 1853. Réélu en 1855. Réélu en 1857. Réélu en 1859. |                                       |
| Vacant                          | Vacant                     | 4 mars 1861 - 20 juillet 1868       | 37e - 40e      | Guerre de Sécession et Reconstruction | Guerre de Sécession et Reconstruction |
| Alexander H. Jones (en)         | Républicain                | 6 juillet 1868 - 3 mars 1871        | 40e , 41e      | Élu pour terminer un court mandat. Réélu en 1868. |                                       |
| James C. Harper (en)            | Démocrate                  | 4 mars 1871 - 3 mars 1873           | 42e            | Élu en 1870. |                                       |
| William M. Robbins (en)         | Démocrate                  | 4 mars 1873 - 3 mars 1879           | 43e - 45e      | Élu en 1872. Réélu en 1874. Réélu en 1876. |                                       |
| Robert F. Armfield (en)         | Démocrate                  | 4 mars 1879 - 3 mars 1883           | 46e , 47e      | Élu en 1878. Réélu en 1880. |                                       |
| Tyre York (en)                  | Démocrate Indépendant (en) | 4 mars 1883 - 3 mars 1885           | 48e            | Élu en 1882. |                                       |
| Josh S. Henderson (en)          | Démocrate                  | 4 mars 1885 - 3 mars 1895           | 49e - 53e      | Élu en 1884. Réélu en 1886. Réélu en 1888. Réélu en 1890. Réélu en 1892. |                                       |
| Alonzo C. Shuford (en)          | Populiste                  | 4 mars 1895 - 3 mars 1899           | 54e , 55e      | Élu en 1894. Réélu en 1896. |                                       |
| Theodore F. Kluttz (en)         | Démocrate                  | 4 mars 1899 - 3 mars 1903           | 56e , 57e      | Élu en 1898. Réélu en 1900. Redécoupage vers le 8e |                                       |
| Robert N. Page (en)             | Démocrate                  | 4 mars 1903 - 3 mars 1917           | 58e - 64e      | Élu en 1902. Réélu en 1904. Réélu en 1906. Réélu en 1908. Réélu en 1910. Réélu en 1912. Réélu en 1914.                                                                                     |                                       |
| Leonidas D. Robinson (en)       | Démocrate                  | 4 mars 1917 - 3 mars 1921           | 65e , 66e      | Élu en 1916. Réélu en 1918. |                                       |
| William C. Hammer (en)          | Démocrate                  | 4 mars 1921 - 26 septembre 1930     | 67e - 71e      | Élu en 1920. Réélu en 1922. Réélu en 1924. Réélu en 1926. Réélu en 1928. Décès. |                                       |
| Vacant                          | Vacant                     | 26 septembre 1930 - 4 novembre 1930 | 71e            | |                                       |
| Hinton James (en)               | Démocrate                  | 4 novembre 1930 - 3 mars 1931       | 71e            | Élu pour terminer le mandat de Hammer. Retrait. |                                       |
| Walter Lambeth (en)             | Démocrate                  | 4 mars 1931 - 3 mars 1933           | 72e            | Élu en 1930. Redécoupage vers le 8e district. |                                       |
| J. Bayard Clark (en)            | Démocrate                  | 4 mars 1933 - 3 janvier 1949        | 73e - 80e      | Redécoupage depuis le 6e district et réélu en 1932. Réélu en 1934. Réélu en 1936. Réélu en 1938. Réélu en 1940. Réélu en 1942. Réélu en 1944. Réélu en 1946. Retrait.                      |                                       |
| Frank E. Carlyle (en)           | Démocrate                  | 3 janvier 1949 - 3 janvier 1957     | 81e - 84e      | Élu en 1948. Réélu en 1950. Réélu en 1952. Réélu en 1954. Perd sa renomination. |                                       |
| Alton A. Lennon (en)            | Démocrate                  | 3 janvier 1957 - 3 janvier 1973     | 85e - 92e      | Élu en 1956. Réélu en 1958. Réélu en 1960. Réélu en 1962. Réélu en 1964. Réélu en 1966. Réélu en 1968. Réélu en 1970. Retrait.                                                             |                                       |
| Charlie Rose (en)               | Démocrate                  | 3 janvier 1973 - 3 janvier 1997     | 93e - 104e     | Élu en 1972. Réélu en 1974. Réélu en 1976. Réélu en 1978. Réélu en 1980. Réélu en 1982. Réélu en 1984. Réélu en 1986. Réélu en 1988. Réélu en 1990. Réélu en 1992. Réélu en 1994. Retrait. |                                       |
| Mike McIntyre                   | Démocrate                  | 3 janvier 1997 - 3 janvier 2015     | 105e - 113e    | Élu en 1996. Réélu en 1998. Réélu en 2000. Réélu en 2002. Réélu en 2004. Réélu en 2006. Réélu en 2008. Réélu en 2010. Réélu en 2012. Retrait.                                              | 2003–2013                             |
| David Rouzer                    | Républicain                | 3 janvier 2015 - Présent            | 114e - Présent | Élu en 2014. Réélu en 2016. Réélu en 2018. Réélu en 2020. Réélu en 2022. | 2013–2017                             |
| David Rouzer                    | Républicain                | 3 janvier 2015 - Présent            | 114e - Présent | Élu en 2014. Réélu en 2016. Réélu en 2018. Réélu en 2020. Réélu en 2022. | 2017–2021                             |
| David Rouzer                    | Républicain                | 3 janvier 2015 - Présent            | 114e - Présent | Élu en 2014. Réélu en 2016. Réélu en 2018. Réélu en 2020. Réélu en 2022. | 2021–2023                             |
| David Rouzer                    | Républicain                | 3 janvier 2015 - Présent            | 114e - Présent | Élu en 2014. Réélu en 2016. Réélu en 2018. Réélu en 2020. Réélu en 2022. | 2023–2025                             |

## Résultats des récentes élections
Voici les résultats des dix précédents cycles électoraux dans le district.

### 2004
| Élection de 2004 du 7e district congressionnel de Caroline du Nord | Élection de 2004 du 7e district congressionnel de Caroline du Nord | Élection de 2004 du 7e district congressionnel de Caroline du Nord | Élection de 2004 du 7e district congressionnel de Caroline du Nord | Élection de 2004 du 7e district congressionnel de Caroline du Nord |
| ------------------------------------------------------------------ | ------------------------------------------------------------------ | ------------------------------------------------------------------ | ------------------------------------------------------------------ | ------------------------------------------------------------------ |
| Parti                                                              | Parti                                                              | Candidat                                                           | Votes                                                              | %                                                                  |
|                                                                    | Démocrate                                                          | Mike McIntyre (sortant)                                            | 180 382                                                            | 73,19                                                              |
|                                                                    | Républicain                                                        | Ken Plonk                                                          | 66 084                                                             | 26,81                                                              |
| Total des votes                                                    | Total des votes                                                    | Total des votes                                                    | 246 466                                                            | 100 %                                                              |
|                                                                    | Les Démocrates conservent                                          |                                                                    |                                                                    |                                                                    |

### 2006
| Élection de 2006 du 7e district congressionnel de Caroline du Nord | Élection de 2006 du 7e district congressionnel de Caroline du Nord | Élection de 2006 du 7e district congressionnel de Caroline du Nord | Élection de 2006 du 7e district congressionnel de Caroline du Nord | Élection de 2006 du 7e district congressionnel de Caroline du Nord |
| ------------------------------------------------------------------ | ------------------------------------------------------------------ | ------------------------------------------------------------------ | ------------------------------------------------------------------ | ------------------------------------------------------------------ |
| Parti                                                              | Parti                                                              | Candidat                                                           | Votes                                                              | %                                                                  |
|                                                                    | Démocrate                                                          | Mike McIntyre (sortant)                                            | 101 787                                                            | 72,80                                                              |
|                                                                    | Républicain                                                        | Shirley Davis                                                      | 38 033                                                             | 27,20                                                              |
| Total des votes                                                    | Total des votes                                                    | Total des votes                                                    | 139 820                                                            | 100 %                                                              |
|                                                                    | Les Démocrates conservent                                          |                                                                    |                                                                    |                                                                    |

### 2008
| Élection de 2008 du 7e district congressionnel de Caroline du Nord | Élection de 2008 du 7e district congressionnel de Caroline du Nord | Élection de 2008 du 7e district congressionnel de Caroline du Nord | Élection de 2008 du 7e district congressionnel de Caroline du Nord | Élection de 2008 du 7e district congressionnel de Caroline du Nord |
| ------------------------------------------------------------------ | ------------------------------------------------------------------ | ------------------------------------------------------------------ | ------------------------------------------------------------------ | ------------------------------------------------------------------ |
| Parti                                                              | Parti                                                              | Candidat                                                           | Votes                                                              | %                                                                  |
|                                                                    | Démocrate                                                          | Mike McIntyre (sortant)                                            | 215 383                                                            | 68,84                                                              |
|                                                                    | Républicain                                                        | Will Breazeale                                                     | 94 472                                                             | 31,16                                                              |
| Total des votes                                                    | Total des votes                                                    | Total des votes                                                    | 312 885                                                            | 100 %                                                              |
|                                                                    | Les Démocrates conservent                                          |                                                                    |                                                                    |                                                                    |

### 2010
| Élection de 2010 du 7e district congressionnel de Caroline du Nord | Élection de 2010 du 7e district congressionnel de Caroline du Nord | Élection de 2010 du 7e district congressionnel de Caroline du Nord | Élection de 2010 du 7e district congressionnel de Caroline du Nord | Élection de 2010 du 7e district congressionnel de Caroline du Nord |
| ------------------------------------------------------------------ | ------------------------------------------------------------------ | ------------------------------------------------------------------ | ------------------------------------------------------------------ | ------------------------------------------------------------------ |
| Parti                                                              | Parti                                                              | Candidat                                                           | Votes                                                              | %                                                                  |
|                                                                    | Démocrate                                                          | Mike McIntyre (sortant)                                            | 113 957                                                            | 53,68                                                              |
|                                                                    | Républicain                                                        | Illario Gregory Pantano                                            | 98 328                                                             | 46,32                                                              |
| Total des votes                                                    | Total des votes                                                    | Total des votes                                                    | 212 285                                                            | 100 %                                                              |
|                                                                    | Les Démocrates conservent                                          |                                                                    |                                                                    |                                                                    |

### 2012
| Élection de 2012 du 7e district congressionnel de Caroline du Nord | Élection de 2012 du 7e district congressionnel de Caroline du Nord | Élection de 2012 du 7e district congressionnel de Caroline du Nord | Élection de 2012 du 7e district congressionnel de Caroline du Nord | Élection de 2012 du 7e district congressionnel de Caroline du Nord |
| ------------------------------------------------------------------ | ------------------------------------------------------------------ | ------------------------------------------------------------------ | ------------------------------------------------------------------ | ------------------------------------------------------------------ |
| Parti                                                              | Parti                                                              | Candidat                                                           | Votes                                                              | %                                                                  |
|                                                                    | Démocrate                                                          | Mike McIntyre (sortant)                                            | 168 695                                                            | 50,10                                                              |
|                                                                    | Républicain                                                        | David Rouzer                                                       | 168 041                                                            | 49,90                                                              |
| Total des votes                                                    | Total des votes                                                    | Total des votes                                                    | 336 736                                                            | 100 %                                                              |
|                                                                    | Les Démocrates conservent                                          |                                                                    |                                                                    |                                                                    |

### 2014
| Élection de 2014 du 7e district congressionnel de Caroline du Nord | Élection de 2014 du 7e district congressionnel de Caroline du Nord | Élection de 2014 du 7e district congressionnel de Caroline du Nord | Élection de 2014 du 7e district congressionnel de Caroline du Nord | Élection de 2014 du 7e district congressionnel de Caroline du Nord |
| ------------------------------------------------------------------ | ------------------------------------------------------------------ | ------------------------------------------------------------------ | ------------------------------------------------------------------ | ------------------------------------------------------------------ |
| Parti                                                              | Parti                                                              | Candidat                                                           | Votes                                                              | %                                                                  |
|                                                                    | Républicain                                                        | David Rouzer                                                       | 134 431                                                            | 59,35                                                              |
|                                                                    | Démocrate                                                          | Jonathan Barfield Jr.                                              | 84 054                                                             | 37,11                                                              |
|                                                                    | Libertarien                                                        | J. Wesley Casteen                                                  | 7 850                                                              | 3,47                                                               |
|                                                                    | Autres                                                             | Autres                                                             | 163                                                                | 0,07                                                               |
|                                                                    | Indépendant                                                        | Louis Harmati                                                      | 6                                                                  | 0                                                                  |
| Total des votes                                                    | Total des votes                                                    | Total des votes                                                    | 226 504                                                            | 100 %                                                              |
|                                                                    | Les Républicains prennent aux Démocrates                           |                                                                    |                                                                    |                                                                    |

### 2016
| Élection de 2016 du 7e district congressionnel de Caroline du Nord | Élection de 2016 du 7e district congressionnel de Caroline du Nord | Élection de 2016 du 7e district congressionnel de Caroline du Nord | Élection de 2016 du 7e district congressionnel de Caroline du Nord | Élection de 2016 du 7e district congressionnel de Caroline du Nord |
| ------------------------------------------------------------------ | ------------------------------------------------------------------ | ------------------------------------------------------------------ | ------------------------------------------------------------------ | ------------------------------------------------------------------ |
| Parti                                                              | Parti                                                              | Candidat                                                           | Votes                                                              | %                                                                  |
|                                                                    | Républicain                                                        | David Rouzer (sortant)                                             | 211 801                                                            | 60,91                                                              |
|                                                                    | Démocrate                                                          | J. Wesley Casteen                                                  | 135 905                                                            | 39,09                                                              |
| Total des votes                                                    | Total des votes                                                    | Total des votes                                                    | 347 706                                                            | 100 %                                                              |
|                                                                    | Les Républicains conservent                                        |                                                                    |                                                                    |                                                                    |

### 2018
| Élection de 2018 du 7e district congressionnel de Caroline du Nord | Élection de 2018 du 7e district congressionnel de Caroline du Nord | Élection de 2018 du 7e district congressionnel de Caroline du Nord | Élection de 2018 du 7e district congressionnel de Caroline du Nord | Élection de 2018 du 7e district congressionnel de Caroline du Nord |
| ------------------------------------------------------------------ | ------------------------------------------------------------------ | ------------------------------------------------------------------ | ------------------------------------------------------------------ | ------------------------------------------------------------------ |
| Parti                                                              | Parti                                                              | Candidat                                                           | Votes                                                              | %                                                                  |
|                                                                    | Républicain                                                        | David Rouzer (sortant)                                             | 156 809                                                            | 55,54                                                              |
|                                                                    | Démocrate                                                          | Kyle Horton                                                        | 120 838                                                            | 42,80                                                              |
|                                                                    | Constitution                                                       | David W. Fallin                                                    | 4 655                                                              | 1,65                                                               |
| Total des votes                                                    | Total des votes                                                    | Total des votes                                                    | 282 312                                                            | 100 %                                                              |
|                                                                    | Les Républicains conservent                                        |                                                                    |                                                                    |                                                                    |

### 2020
| Élection de 2020 du 7e district congressionnel de Caroline du Nord | Élection de 2020 du 7e district congressionnel de Caroline du Nord | Élection de 2020 du 7e district congressionnel de Caroline du Nord | Élection de 2020 du 7e district congressionnel de Caroline du Nord | Élection de 2020 du 7e district congressionnel de Caroline du Nord |
| ------------------------------------------------------------------ | ------------------------------------------------------------------ | ------------------------------------------------------------------ | ------------------------------------------------------------------ | ------------------------------------------------------------------ |
| Parti                                                              | Parti                                                              | Candidat                                                           | Votes                                                              | %                                                                  |
|                                                                    | Républicain                                                        | David Rouzer (sortant)                                             | 272 443                                                            | 60,2                                                               |
|                                                                    | Démocrate                                                          | Chris Ward                                                         | 179 045                                                            | 39,6                                                               |
|                                                                    | Write-In                                                           | Write-In                                                           | 720                                                                | 0,2                                                                |
| Total des votes                                                    | Total des votes                                                    | Total des votes                                                    | 452 208                                                            | 100 %                                                              |
|                                                                    | Les Républicains conservent                                        |                                                                    |                                                                    |                                                                    |

### 2022
| Primaire Républicaine de 2022 du 7e district congressionnel de Caroline du Nord | Primaire Républicaine de 2022 du 7e district congressionnel de Caroline du Nord | Primaire Républicaine de 2022 du 7e district congressionnel de Caroline du Nord | Primaire Républicaine de 2022 du 7e district congressionnel de Caroline du Nord | Primaire Républicaine de 2022 du 7e district congressionnel de Caroline du Nord |
| ------------------------------------------------------------------------------- | ------------------------------------------------------------------------------- | ------------------------------------------------------------------------------- | ------------------------------------------------------------------------------- | ------------------------------------------------------------------------------- |
| Parti                                                                           | Parti                                                                           | Candidat                                                                        | Votes                                                                           | %                                                                               |
|                                                                                 | Républicain                                                                     | David Rouzer (sortant)                                                          | 39 203                                                                          | 79,2                                                                            |
|                                                                                 | Républicain                                                                     | Max Beckwith                                                                    | 10 300                                                                          | 20,8                                                                            |

| Primaire Démocrate de 2022 du 7e district congressionnel de Caroline du Nord | Primaire Démocrate de 2022 du 7e district congressionnel de Caroline du Nord | Primaire Démocrate de 2022 du 7e district congressionnel de Caroline du Nord | Primaire Démocrate de 2022 du 7e district congressionnel de Caroline du Nord | Primaire Démocrate de 2022 du 7e district congressionnel de Caroline du Nord |
| ---------------------------------------------------------------------------- | ---------------------------------------------------------------------------- | ---------------------------------------------------------------------------- | ---------------------------------------------------------------------------- | ---------------------------------------------------------------------------- |
| Parti                                                                        | Parti                                                                        | Candidat                                                                     | Votes                                                                        | %                                                                            |
|                                                                              | Démocrate                                                                    | Charles Graham                                                               | 13 054                                                                       | 31,2                                                                         |
|                                                                              | Démocrate                                                                    | Charles E. Evans                                                             | 12 263                                                                       | 29,3                                                                         |
|                                                                              | Démocrate                                                                    | Steve Miller                                                                 | 3 744                                                                        | 23,3                                                                         |
|                                                                              | Démocrate                                                                    | Yushonda Midgette                                                            | 6 738                                                                        | 16,1                                                                         |

| Élection de 2022 du 7e district congressionnel de Caroline du Nord | Élection de 2022 du 7e district congressionnel de Caroline du Nord | Élection de 2022 du 7e district congressionnel de Caroline du Nord | Élection de 2022 du 7e district congressionnel de Caroline du Nord | Élection de 2022 du 7e district congressionnel de Caroline du Nord |
| ------------------------------------------------------------------ | ------------------------------------------------------------------ | ------------------------------------------------------------------ | ------------------------------------------------------------------ | ------------------------------------------------------------------ |
| Parti                                                              | Parti                                                              | Candidat                                                           | Votes                                                              | %                                                                  |
|                                                                    | Républicain                                                        | David Rouzer (sortant)                                             | 164 047                                                            | 57,7                                                               |
|                                                                    | Démocrate                                                          | Charles Graham                                                     | 120 222                                                            | 42,3                                                               |
| Total des votes                                                    | Total des votes                                                    | Total des votes                                                    | 284 269                                                            | 100 %                                                              |
|                                                                    | Les Républicains conservent                                        |                                                                    |                                                                    |                                                                    |

### 2024
Les Primaires Républicaines et Démocrates ont été annulées. David Rouzer (R-Sortant) et Marlando Pridgen (D) avancent vers l'Élection Générale.
| Élection de 2024 du 7e district congressionnel de Caroline du Nord | Élection de 2024 du 7e district congressionnel de Caroline du Nord | Élection de 2024 du 7e district congressionnel de Caroline du Nord | Élection de 2024 du 7e district congressionnel de Caroline du Nord | Élection de 2024 du 7e district congressionnel de Caroline du Nord |
| ------------------------------------------------------------------ | ------------------------------------------------------------------ | ------------------------------------------------------------------ | ------------------------------------------------------------------ | ------------------------------------------------------------------ |
| Parti                                                              | Parti                                                              | Candidat                                                           | Votes                                                              | %                                                                  |
|                                                                    | Républicain                                                        | David Rouzer (sortant)                                             | 254 022                                                            | 58,6                                                               |
|                                                                    | Démocrate                                                          | Marlando Pridgen                                                   | 179 512                                                            | 41,4                                                               |
| Total des votes                                                    | Total des votes                                                    | Total des votes                                                    | 433 534                                                            | 100 %                                                              |
|                                                                    | Les Républicains conservent                                        |                                                                    |                                                                    |                                                                    |